# Золотониски район
Золотониски район (на украински: Золотоніський район) е район на Черкаска област, Централна Украйна. Центърът на района е град Золотоноша. Населението на района е 142 300 души (2020). 

## История
На 18 юли 2020 г., като част от административната реформа на Украйна, броят на районите на Черкаска област е намален на четири, а територията на Золотониски район е значително разширена. Два предишни района – Драбовски и Чернобаевски, както и град Золотоноша, който преди това е град с областно значение извън района, са включени в Золотониски район.

## Подразделения
След реформата от 2020 г. районът се състои от 11 громади.